# Шамиџија
Шамаџија је занатлија који се бавио израдом шамија или марама које су носиле жене преко главе у појединим крајевима. Реч шамија потиче од персијско/турске речи шаmе и означава танку мараму којом жене покривају главу

## О занату
Шамаџије су ручно израђивале шамије. Жене су једне шамије носиле за свакодневну употребу и оне су биле израђене од обичног платна, а за специјалне прилике су користиле посебне мараме од фино-везеног палтна. Шамије су могле бити разних боја и биле су украшене са цветним мотивима. Млађе жене су шамије носиле веѕане на врх главе, док су старије везивале испод браде. Шамија је била подељена на четири поља, у сваком пољу су били цветни дезени, а на крајевима је била бордура која је била у складу са средишњим мотивом.